# Лермонтовка (Сахалинская область)
Ле́рмонтовка — село в Поронайском городском округе Сахалинской области России, в 28 км от районного центра.

## География
Находится на берегу залива Терпения, на восточном побережье острова Сахалин.

## История
В 1905 году территория завоёвана (вкупе со всем Южным Сахалином) Японской империей.
До 1945 года принадлежало японскому губернаторству Карафуто и называлось Томаригиси (яп. 泊岸). 
На некоторых картах имеет место путаница японского названия Лермонтовки с японским названием соседнего п.г.т. Вахрушев - Томаригиситанко.
После передачи Южного Сахалина СССР село 15 октября 1947 года было переименовано в честь русского поэта М. Ю. Лермонтова.

## Население
| 1925 | 1935  | 2002 | 2010 | 2013 | 2021 |
| ---- | ----- | ---- | ---- | ---- | ---- |
| 1119 | ↗1986 | ↘66  | ↘30  | ↘24  | ↘10  |

По переписи 2002 года население — 66 человек (32 мужчины, 34 женщины). Преобладающая национальность — русские (82 %).

## Транспорт
Вблизи села расположена станция Вахрушев Сахалинского региона Дальневосточной железной дороги.